# Polittico di Promo
Il Polittico di Promo o Polittico di San Lorenzo è un'opera a tempera su tavola di Martino da Gavardo, realizzata tra il 1510 e il 1515 circa e conservata nella chiesa di San Lorenzo a Promo, frazione di Vestone, in provincia di Brescia.

## Storia
L'opera non è documentata e ha sempre fatto parte della dotazione liturgica della chiesa, dove occupa la posizione prevalente in fondo al presbiterio. La sua collocazione originaria è verosimilmente quella attuale, data la perfetta aderenza dell'ancona al vano architettonico e la sua salda connessione alla tradizione locale. Il polittico è a sua volta collocato all'interno di un'ancona settecentesca.

## Descrizione
Il polittico è composto da dieci tavole dipinte, disposte su due registri all'interno di una cornice lignea coeva, intagliata e dorata a pastiglia. Nel registro inferiore si trova al centro la Madonna col Bambino in trono sotto un baldacchino, affiancata da San Lorenzo e Santo Stefano a figura intera. Nei comparti laterali, tra le colonne, si trovano San Giovanni Battista e San Giuseppe a mezza figura. Il registro superiore è dominato da Dio Padre benedicente, con il globo nella mano sinistra, fiancheggiato da San Rocco e San Sebastiano, entrambi protettori contro la peste. Nei due timpani laterali è raffigurata l'Annunciazione, con l'angelo e la Vergine inseriti in un interno architettonico.
Le tavole sono dipinte su fondo dorato con inserti paesaggistici: il registro inferiore mostra uno sfondo unitario con colline, alberi isolati, acque lacustri e architetture. Notevoli sono le decorazioni fitomorfe a rilievo, dorate, che ornano le cornici e le aureole, oltre ai motivi a stella su fondo blu nel baldacchino della Madonna.

## Stile
L'opera è attribuita senza esitazioni a Martino da Gavardo, anche grazie alla tavola con la Madonna col Bambino firmata e datata 1510, oggi in collezione privata bresciana, che mostra evidenti analogie con la Madonna centrale del polittico. Il confronto ha contribuito anche a chiarire l'identità dell'autore, distinguendolo definitivamente da Martino da Anfo, con cui in passato era stato confuso.
Il polittico è ritenuto il capolavoro del pittore. Lo stile riflette una formazione foppesca, aggiornata tramite l'influenza del Ferramola, da cui riprende certi moduli figurativi, come i panneggi spezzati e la struttura dei volti. Le figure si caratterizzano per volti ovali, sguardi intensi ma assenti, occhi lunghi e stretti, bocche minute e una gestualità composta. Le mani affusolate e simmetriche e i panneggi nervosi creano una tensione plastica e lineare.
Il colorismo è tenue e calibrato, con l'uso diffuso di tinte ocra, verdi spenti, rosa e azzurri chiari. La disposizione delle figure è sempre frontale, con un impianto simmetrico e statico che richiama ancora modelli tardogotici, pur aggiornati a suggestioni veneziane e ferraresi. Differenze qualitative tra le tavole superiori e quelle inferiori hanno fatto ipotizzare l'intervento di aiuti, probabilmente provenienti dalla bottega stessa di Martino.
Il polittico è stato restaurato tra il 1988 e il 1989. Il restauro ha permesso di studiarne la struttura lignea e le tecniche costruttive, mettendo in luce alcune particolarità tecniche rare nel panorama cinquecentesco lombardo. In particolare, è emersa l'impiego di materiali inusuali come il cartone e lo spago nei rilievi decorativi, con risultati estetici raffinati nonostante la semplicità dei mezzi.